# Annabell Krämer

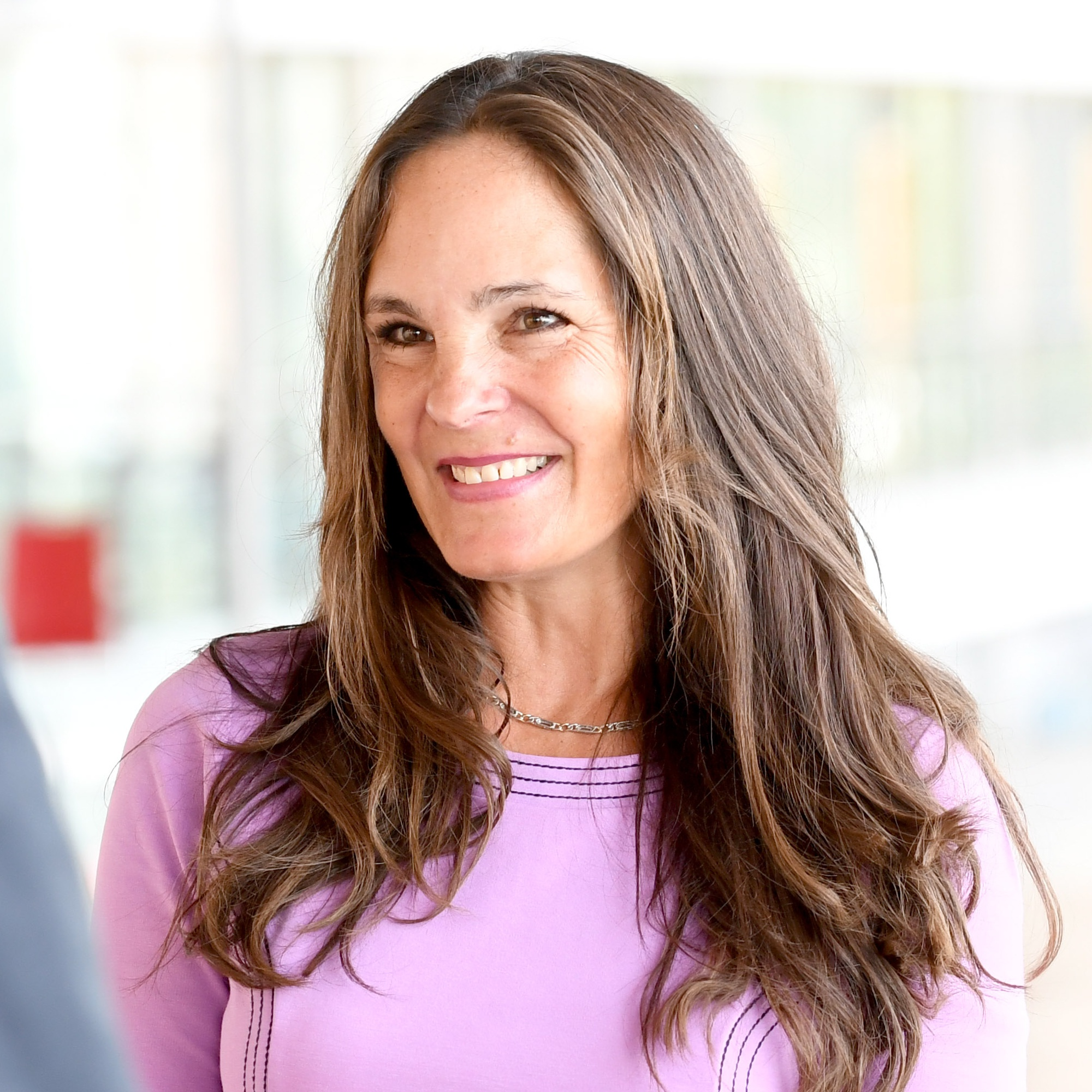
Annabell Krämer, MdL

Annabell Krämer (* 12. April 1971 in Bad Bramstedt) ist eine deutsche Politikerin der Freien Demokratischen Partei (FDP) und Diplom-Kauffrau. Sie ist seit 2017 Mitglied und Vizepräsidentin des Schleswig-Holsteinischen Landtags.

## Leben
Krämer wuchs in Quickborn auf und studierte Betriebswirtschaftslehre in Essen und Kiel. Sie ist als Spezialistin für Konzernrechnungswesen bei einem börsennotierten Finanzdienstleister tätig. Krämer ist Mitglied im Aufsichtsrat der Stadtwerke Quickborn GmbH. Seit 1998 ist sie Mitglied in der FDP. Krämer gelang am 7. Mai 2017 bei der Landtagswahl in Schleswig-Holstein 2017 über die Landesliste der Einzug als Abgeordnete in den Landtag von Schleswig-Holstein. Sie kandidierte auch im Landtagswahlkreis Pinneberg-Nord, wo sie 9,1 % der Erststimmen auf sich vereinigen konnte. Im Dezember 2017 wurde sie zur Landtagsvizepräsidentin gewählt. Bei der Landtagswahl in Schleswig-Holstein 2022 konnte sie erneut über die Landesliste in den Landtag einziehen. Im Juni 2022 wurde sie im Amt der Landtagsvizepräsidentin bestätigt.

## Privates
Krämer ist Mutter von zwei Kindern.